# Brodifacoum
Brodifacoum ist eine synthetisch hergestellte, hochgiftige chemische Verbindung aus der Gruppe der 4-Hydroxycumarine. Es handelt sich um ein creme- bis beigefarbenes lipophiles, in Wasser praktisch unlösliches, geruchloses Pulver. Brodifacoum wird als Rodentizid (Nagetiergift) eingesetzt.

## Synthese
Eine kommerzielle Herstellung verläuft über eine siebenstufige Synthesesequenz. Im ersten Schritt wird Phenylessigsäurechlorid mit 4-Brombiphenyl in einer Friedel-Crafts-Acylierung umgesetzt. Das resultierende Keton wird zunächst mittels Natriumborhydrid zum Alkohol reduziert, der dann durch Phosphortribromid zur Bromverbindung nucleophil substituiert wird. Der vierte Syntheseschritt enthält eine Verknüpfung mit dem Natriumsalz des Malonsäurediethylesters, deren Produkt in Gegenwart von Polyphosphorsäure zu einem 3,4-Dihydro-2H-naphthalen-1-on-Zwischenprodukt zyklisiert wird. Eine zweite Reduktion mittels Natriumborhydrid ergibt ein 1,2,3,4-Tetrahydronaphthalen-1-ol-Derivat, das im letzten Syntheseschritt mit 4-Hydroxychromen-2-on zur Zielverbindung umgesetzt wird. Die Synthesesequenz ergibt ein Isomerengemisch.
Eine Synthese reiner Enantiomere ist wegen der geringen Wirksamkeitsunterschiede der Stereoisomere kommerziell unattraktiv. Laborsynthesen der einzelnen Isomere verlaufen unter Einsatz stereoisomerer Edukte und Zwischenprodukte.

## Chemische Eigenschaften

### Stereochemie
Brodifacoum ist eine chirale Verbindung, die zwei asymmetrisch substituierte Kohlenstoffatome enthält. Es ergeben sich somit vier Stereoisomere, wobei die (1S,3S)- und (1R,3R)-Isomere sowie die (1S,3R)- und (1R,3S)-Isomere entsprechende Enantiomerenpaare bilden. Die Schmelzpunkte betragen für das (1R,3S)- ,(1S,3R)-Isomerenpaar 227 °C bzw. für das (1R,3R)-, (1S,3S)-Isomerenpaar 224 °C.
Das Racemat aus (1S,3S)- und (1R,3R)-Form ist diastereomer zu dem Racemat aus (1S,3S)- und (1R,3R)-Form. Die (racemischen) Diastereomere können anhand ihrer 1H- und 13C-NMR-Spektren unterschieden werden. Brodifacoum liegt kommerziell als Gemisch von vier stereoisomeren Molekülen vor, die sich in ihren physiologischen Wirkungen unterscheiden. Auch bestimmte physikalische und chemische Eigenschaften der vier Stereoisomere sind unterschiedlich.
Durch geeignete Synthesestrategien („Asymmetrische Synthese“) oder Trennverfahren (Racematspaltung) lassen sich die einzelnen Stereoisomere gezielt rein herstellen oder isolieren.

## Wirkung
Für Vögel und Säugetiere, einschließlich des Menschen, ist Brodifacoum sehr giftig, für Fische ist es sogar noch toxischer. Die Aufnahme kann sowohl über den Verdauungstrakt (oral), als auch über die Haut oder die Atemwege erfolgen.
Aufgrund der strukturellen Ähnlichkeit von Cumarinen zu Vitamin K1 führen diese zu einer kompetitiven Hemmung von Enzymen, die an der Bildung des Gerinnungsfaktors Prothrombin im Blut beteiligt sind. Dadurch wird die natürliche Gerinnungsfähigkeit des Blutes indirekt beeinträchtigt (indirektes Antikoagulans), was zu Schäden an den Blutgefäßen, insbesondere in der Leber, führt. Dies verursacht Blutungen, die aus den Schleimhäuten, Körperhöhlen und inneren Organen austreten und letztlich zum Verbluten des Opfers führen können. Die typischen Vergiftungssymptome von Antikoagulantien sind daher Haut- und Schleimhautblutungen sowie, in schweren Fällen, Blut im Stuhl und Urin.
Nach der Aufnahme einer tödlichen Dosis tritt der Tod nicht sofort ein, sondern erst nach vier bis fünf Tagen (bei Ratten), durch Entkräftung infolge von Blut- und Flüssigkeitsverlust (Dehydratation).

### Toxizität
Brodifacoum ist nach der EG-Verordnung Nr. 1272/2008 bzw. der TRGS 905 als fruchtschädigender Stoff der Kategorie 1B eingestuft. Die erlaubte Tagesdosis (ADI) für den Menschen liegt bei 0,0000005 mg/kg/Tag (= 0,5 ng/kg/Tag) der NOAEL-Wert bei 0,001 mg/kg/Tag.
Bei verschiedenen Säugetieren wurden für das Isomerengemisch folgende mittlere letale Konzentrationen (LD50) ermittelt:
- Ratten (oral): 0,27 – 0,3 mg/kg
- Mäuse (oral): 0,4 mg/kg
- Kaninchen (oral): 0,3 mg/kg
- Meerschweinchen (oral): 0,28 mg/kg
- Katzen (oral): 0,25 mg/kg[1][14] – 25 mg/kg[15][16][17][18]
- Hunde (oral): 0,25 mg/kg

LD50-Werte für verschiedene Vögel:
- zwischen etwa 1 mg/kg und 20 mg/kg[19]

LC50 bei Fischen:
- Forelle (dem Stoff über 96 Stunden ausgesetzt): 0,051 mg/Liter.[20]

Für die einzelnen Stereoisomeren wurden an der Maus die folgenden LD50-Werte bestimmt:
- (1R,3R)-Isomer: 0,5 – 0,8 mg/kg
- (1S,3S)-Isomer: 0,4 – 0,9 mg/kg
- (1S,3R)-Isomer: 0,4 – 0,9 mg/kg
- (1R,3S)-Isomer: 0,5 – 0,8 mg/kg

Die Wirksamkeit der verschiedenen Stereoisomere kann somit annähernd als gleich angesehen werden.

### Gegenmaßnahmen
Phyllochinon (Vitamin K1) wirkt – intramuskulär oder oral verabreicht – bei Cumarinen als Antidot.
Als Sofortmaßnahme bei oraler Aufnahme: Herbeiführen von Erbrechen.
Eventuell kann Bluttransfusion erforderlich sein, um dem Blutverlust entgegenzuwirken.

## Nutzung

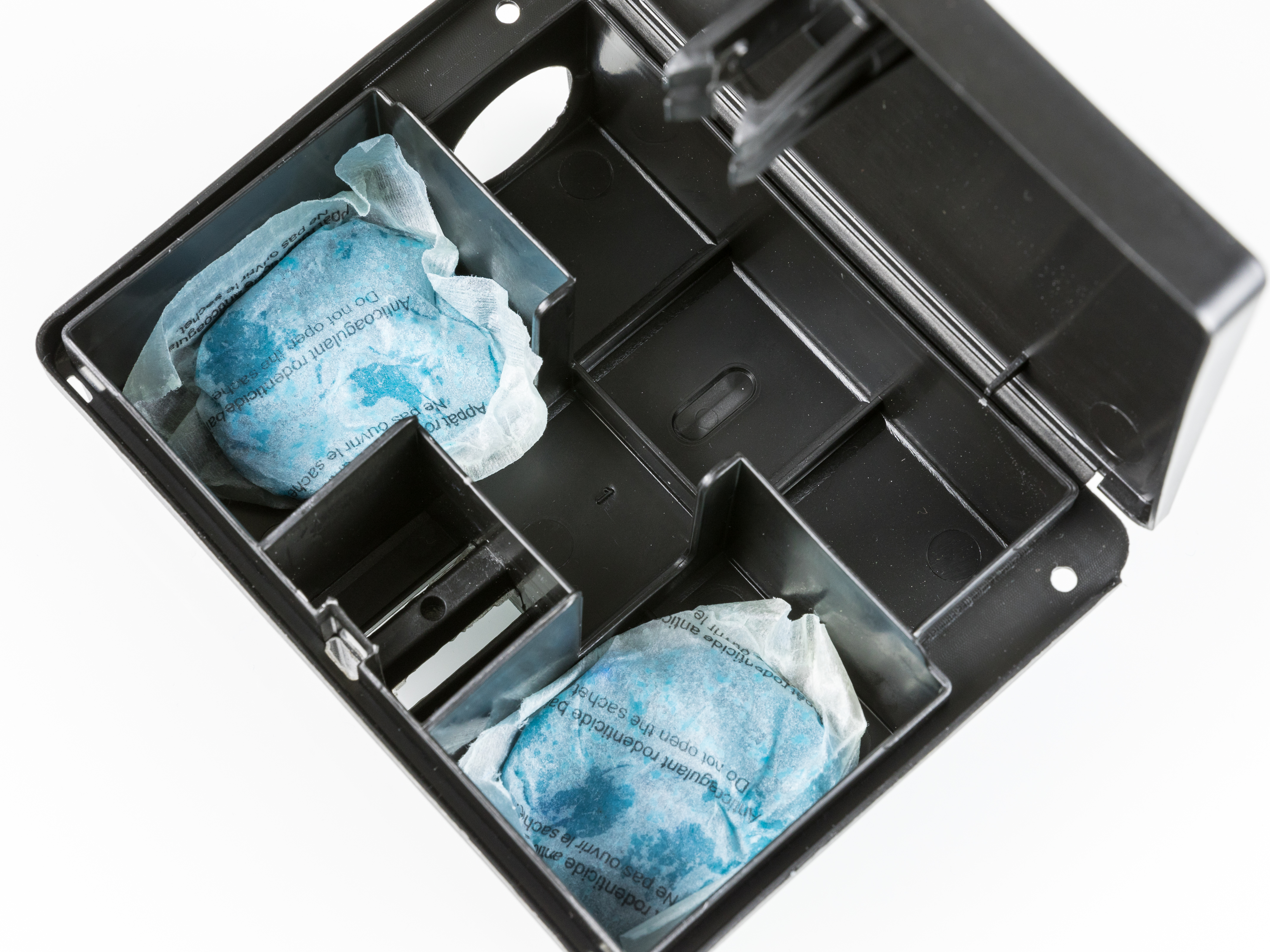
Brodifacoum in Futtersäckchen in einer Köderbox für Mäuse

### Einsatz als Rodentizid
Brodifacoum ist eines der bislang potentesten verfügbaren Rodentizide („Rattengift“) und findet als solches weit verbreitete Anwendung zur Vergiftung von Nagetieren, hauptsächlich Ratten und Mäusen, aber auch Kaninchen und Opossums, wobei besonders für Raubtiere wie z. B. Katzen die Gefahr von Sekundärvergiftungen durch vergiftete Tierleichen besteht: Schon der Verzehr eines einzigen vergifteten Tieres kann tödlich sein.
Brodifacoum kommt als Wirkstoff in Fraßködern mit einem Gewichtsanteil von 0,005 % zum Einsatz und wirkt als sogenanntes Antikoagulans der zweiten Generation („Super-Warfarin“) schon in Einmaldosis tödlich, tötet also auch Tiere mit einer Resistenz gegen Antikoagulantien der ersten Generation (namentlich Warfarin).
Der verzögerte Tod der Tiere bei diesen Mitteln ist dabei eine erwünschte Eigenschaft: Da keine Vorwarnung von Artgenossen stattfindet, sind sie damit auch bei sozial intelligenten Tieren wie z. B. Ratten effektiv, die bei sofort wirksamen Substanzen aufgrund ihrer sozialen Intelligenz schnell von ihren Artgenossen lernen, das ausgelegte Gift zu meiden. Die langsame Schwächung der Tiere bewirkt außerdem, dass sie kaum mehr Nahrung aufnehmen und schließlich mit praktisch leerem Magendarmtrakt sterben, was zur Folge hat, dass die Kadaver bei der Zersetzung weniger Gestank entwickeln. Eine Legende dagegen ist es, dass so vergiftete Nager auf der Suche nach Wasser menschliche Behausungen verlassen und im Freien sterben würden.
Brodifacoum wurde benutzt, um die Insel Südgeorgien von Ratten zu befreien, die dort von Menschen eingeführt wurden.
Ähnliche Anwendung fand Brodifacoum auf der zu Australien gehörigen Lord-Howe-Insel, wo seit einem Schiffsunglück 1918 eingeschleppte Ratten mehrere endemische Tierarten ausgerottet hatten.

### Modifikation illegaler Drogen
2018 veröffentlichte ein wissenschaftlicher Artikel im New England Journal of Medicine eine Fallserie von Drogenkonsumenten, die an einer schwer beherrschbaren Blutungsneigung litten. Alle Konsumenten hatten synthetische Cannabinoide eingenommen, die mit Brodifacoum sowie anderen Superwarfarinen kontaminiert waren. Die meisten Patienten überlebten, allerdings nur durch massive Gegenmaßnahmen mit Plasma-Infusionen und Vitamin-K-Gabe. Als Ursache der Kontamination wird angegeben, dass Hersteller der synthetischen Cannabinoide versuchen, durch zusätzliche Substanzen die Wirksamkeit oder das Wirkprofil zu beeinflussen. Aufgrund der leichten Verfügbarkeit und der hohen Gefährlichkeit wird die Verwendung von Brodifacoum auch von Sicherheitsbehörden und dem Centers for Disease Control and Prevention (CDC) kritisch beobachtet, um sein Potential als Mordgift zu bewerten.

## Zulassung

### Als Biozidprodukt
Gemäß europäischer Gesetzgebung (Richtlinie 98/8/EG über das Inverkehrbringen von Biozid-Produkten) und mit Beschluss vom 9. Februar 2010 liegt ein Entscheid vor, den Wirkstoff Brodifacoum in die entsprechende Liste (Anhang I/IA der Richtlinie 98/8/EG) für die Produktart 14 (Rodentizide) aufzunehmen. Die Abgabe von Biozidprodukte, die den Wirkstoff Brodifacoum enthalten, ist somit in der EU (die Schweiz hat diese Bestimmung übernommen) weiterhin erlaubt. Diese Bewilligung wurde jedoch an gewisse Auflagen geknüpft:
- Die nominale Konzentration des Wirkstoffs in den Produkten darf 50 mg/kg nicht übersteigen und es dürfen nur gebrauchsfertige Produkte zugelassen werden. Die Produkte dürfen nicht als Haftgift verwendet werden.
- Zur Risikominderung gegenüber Menschen, Nicht-Zieltieren und Umwelt sind geeignete Maßnahmen umzusetzen. So die Beschränkung auf die Anwendung durch Fachpersonal, die Festlegung einer Packungshöchstgröße und die Verpflichtung zur Verwendung zugriffsgesicherter, stabiler Köderboxen.
- Die Bewilligung wird vorerst befristet bis 31. Januar 2017, eine Verlängerung dieser Frist ist an eine erneute Risikobeurteilung geknüpft.

### Als Pflanzenschutzmittel
Gemäß europäischer Gesetzgebung (Richtlinie 91/414/EWG vom 15. Juli 1991 über das Inverkehrbringen von Pflanzenschutzmitteln) und mit Beschluss vom 21. Juni 2007 der EU-Kommission wurde entschieden, den Wirkstoff Brodifacoum nicht in den Anhang I der Richtlinie 91/414/EWG (Positivliste der in Pflanzenschutzmitteln zulässigen Wirkstoffe) aufzunehmen. Die Abgabe von Pflanzenschutzmitteln mit dem Wirkstoff Brodifacoum ist in der EU seit 2011 nicht mehr erlaubt.
In der Schweiz ist der Wirkstoff Brodifacoum gemäß Änderung der Pflanzenschutzverordnung ab 15. Mai 2012 nicht mehr zugelassen.